# Юнай

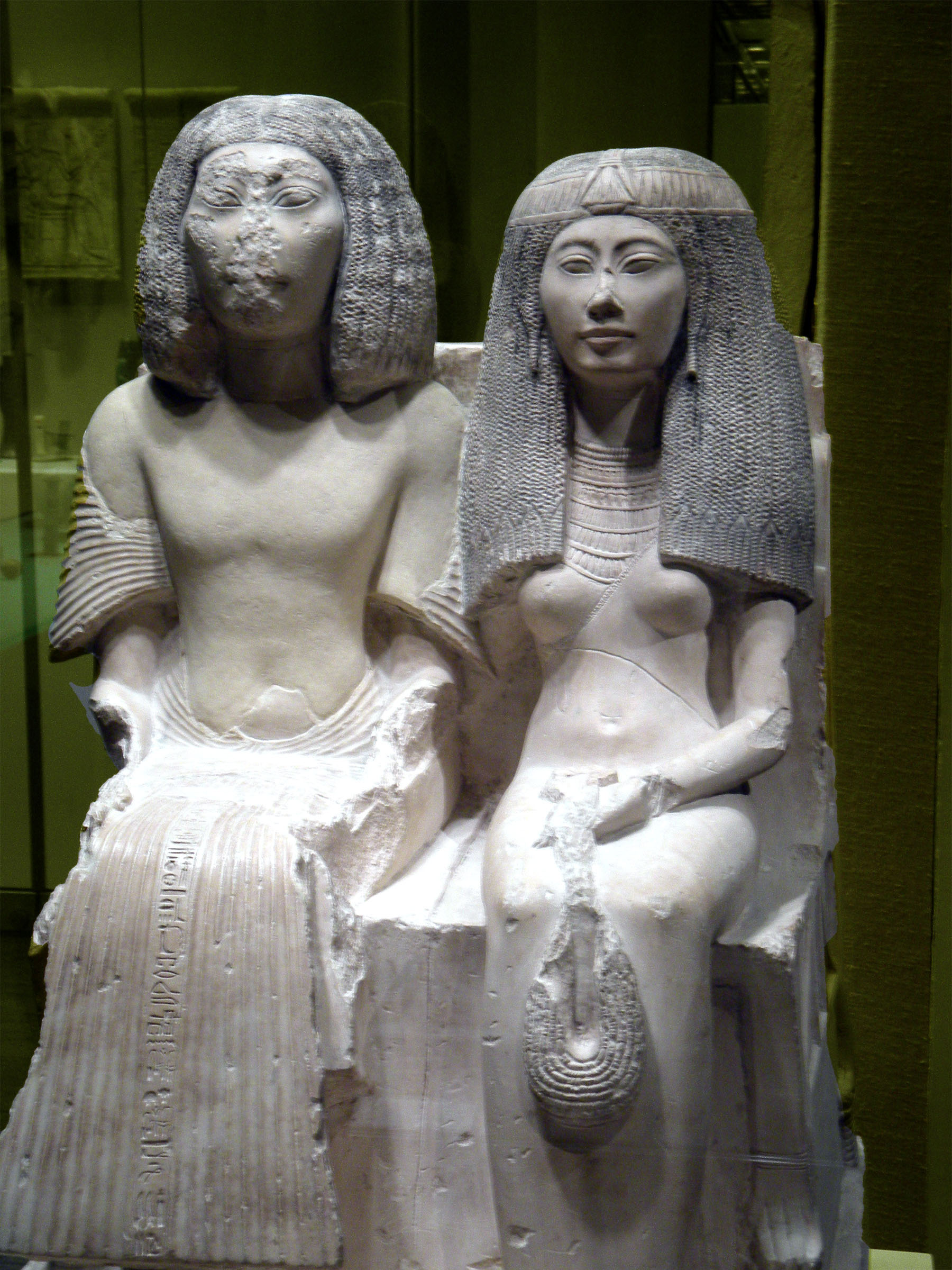
Статуя головного королівського писаря Юная у Асьюті і його дружина Рененутет, 1290—1270 до н. е. початок XIX династії

Юнай, Луні — давньоєгипетський чиновник, головний писар суду, наглядач священиків і королівський управитель під час царювання Рамсеса II, XIX династія. Його гробниця знаходиться в Дейр Дурунка, на південь від міста Асьют, Юнай зображувався як спадковий князь. Його скульптура в повний зріст була знайдена в його гробниці.

## Віце-король Куша
Юнай служив керівником стайні за часів Сеті I колісничим його величності, начальник Меджаїв перш ніж стати царським сином Куша під час правління Сеті I. Займав кілька посад одночасно. На стелі з Абідоса — нині в Каїрському музеї — напис свідчить:
Зроблено керівником пустель в північній чужій країні, віце-король у Нубії (Та-Сеті), керівник робіт у садибі Амона, начальник Меджаїв.
Юні почав будівельні проекти в Західній Амарі і Акші. За його наказом були вирізані перші блоки для храмів Абу-Сімбел. Юні вшанували за його роботу, зобразивши його поруч з фараоном Рамсесом II на скелі Абу-Сімбел. Після десяти років царювання Рамсеса, Юні пішов у відставку зі своєї посади в Нубії. Його наступником став Хеканакхт.